# لولوة بنت صالح بن دخيل
لولوه بنت صالح بن دخيل بن سابق ال شماس الودعاني الدوسري ، تنتسب إلى أسرة آل سابق ال شماس بن حسن التي تنتمي إلى الوداعين من قبيلة الدواسر، وهم من الأسرة الدوسرية التي استقرت في مدينة بريدة بالقصيم، وفيها ولدت ونشأت.

## حياتها
تزوج بها الملك عبد العزيز بن عبد الرحمن عام 1324هـ/1906م، ووثق هذا الزواج علاقته بأهل بريدة، وأنجبت له فهد الذي كان مقربًا من أخيه فيصل (الملك) ورفيقًا له مشاركًا له اهتماماته، وكان الاثنان يقضيان معظم أوقاتهما معاً، وارتبطا برباط متين من الأخوة والصداقة، وفي عام 1337هـ/1919م توفي فهد مع آخرين من أسرة الملك عبد العزيز بسبب وباء الحمى الإسبانية.

## وصلات خارجية
- الملك عبد العزيز - جازان نيوز